# Islandia na Zimowych Igrzyskach Olimpijskich 2010

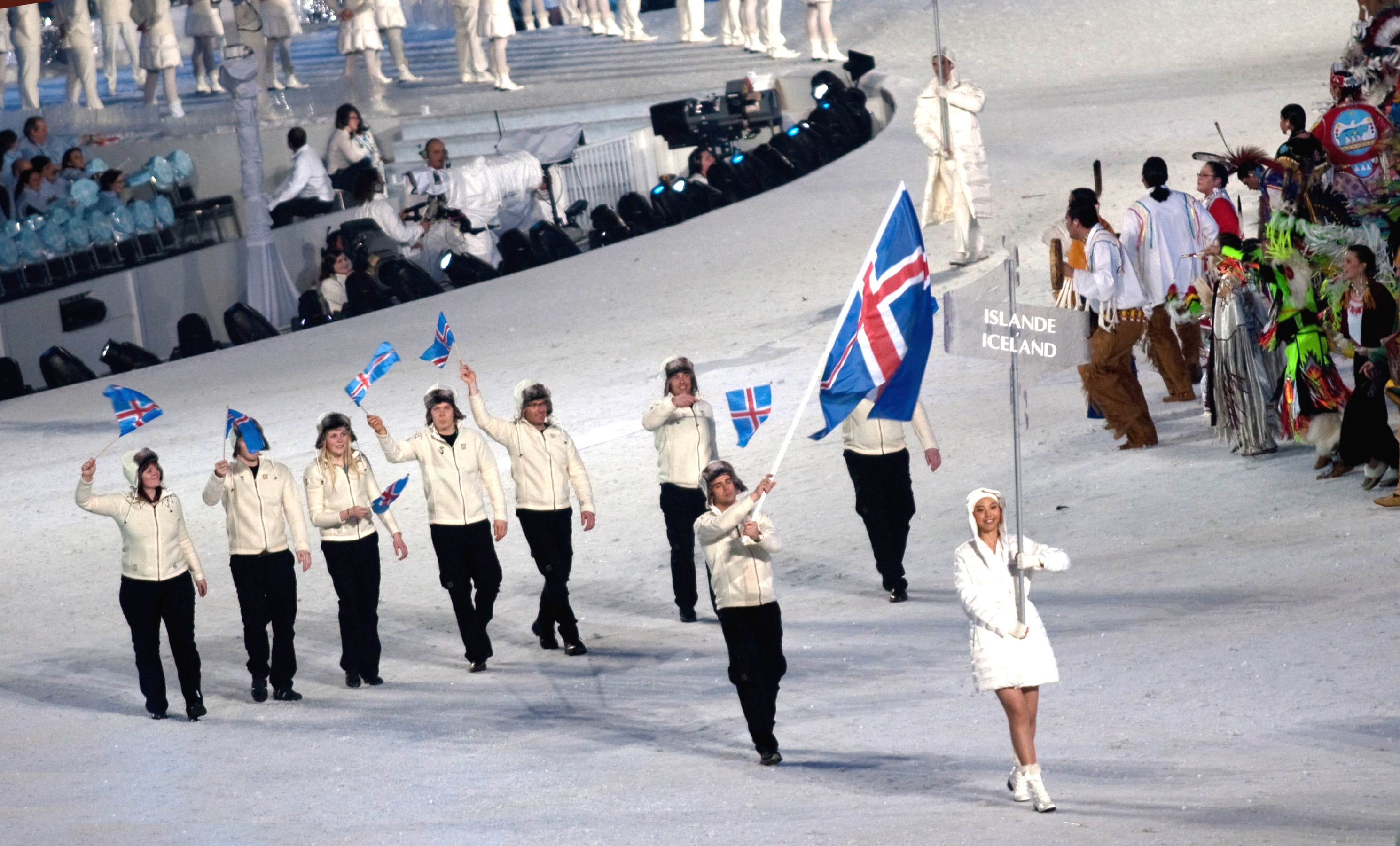
Reprezentacja Islandii podczas ceremonii otwarcia igrzysk olimpijskich w Vancouver

Islandia na Zimowych Igrzyskach Olimpijskich 2010 – występ kadry sportowców reprezentujących Islandię na igrzyskach olimpijskich w Vancouver w 2010 roku.
W kadrze znalazło się czworo zawodników – trzech mężczyzn i jedna kobieta. Reprezentanci Islandii wystąpili w pięciu konkurencjach w narciarstwie alpejskim. Islandczycy nie zdobyli w Vancouver medalu, ich najlepszym rezultatem była 43. lokata Björgvina Björgvinssona w slalomie gigancie. Pod tym względem (najwyższego osiągniętego miejsca) był to najsłabszy występ reprezentacji Islandii na zimowych igrzyskach olimpijskich od igrzysk w Grenoble w 1968 roku. W Vancouver ponadto na 45. miejscu w supergigancie uplasował się Stefán Jón Sigurgeirsson. W pozostałych startach islandzcy sportowcy nie zostali sklasyfikowani.
Najmłodszą członkinią kadry olimpijskiej Islandii była Íris Guðmundsdóttir, która w dniu zamknięcia igrzysk miała 19 lat i 284 dni, z kolei najstarszym był Björgvin Björgvinsson (30 lat i 48 dni). Björgvinsson pełnił funkcję chorążego islandzkiej reprezentacji podczas ceremonii otwarcia igrzysk.
Był to 16. start reprezentacji Islandii na zimowych igrzyskach olimpijskich i 33. start olimpijski, wliczając w to letnie występy.

## Tło startu

### Występy na poprzednich igrzyskach
Narodowy Komitet Olimpijski Islandii został powołany w 1921 roku, lecz dopiero w 1935 roku został uznany przez Międzynarodowy Komitet Olimpijski. Pierwsze dwa starty Islandczyków na letnich igrzyskach olimpijskich miały miejsce podczas igrzysk w Londynie w 1908 roku oraz igrzysk w Sztokholmie w 1912 roku. Wówczas jednak Islandia nie była niepodległym państwem, a islandzcy sportowcy występowali pod flagą duńską. Pierwszym oficjalnym startem olimpijskim Islandii był występ na igrzyskach w Berlinie w 1936 roku. W zimowych igrzyskach Islandia zadebiutowała natomiast w 1948 roku, podczas igrzysk w Sankt Moritz.
Przed igrzyskami w Vancouver reprezentacja Islandii, jako niepodległe państwo, 32-krotnie wystawiła reprezentację na igrzyska olimpijskie, w tym 15-krotnie na ich zimową edycję. W letnich igrzyskach olimpijskich (do igrzysk w Pekinie w 2008 roku) Islandczycy czterokrotnie zdobyli medale olimpijskie – srebrny i brązowy w lekkoatletyce, srebrny w piłce ręcznej i brązowy w judo. W zimowych edycjach igrzysk nigdy nie stanęli na podium olimpijskim. W latach 1948–2006 sportowcy z Islandii zaprezentowali się w zawodach olimpijskich w trzech dyscyplinach – biegach narciarskich (18 uczestników), narciarstwie alpejskim (46 uczestników) i skokach narciarskich (3 uczestników).
Najlepszym rezultatem Islandczyków na zimowych igrzyskach olimpijskich było 11. miejsce męskiej sztafety biegaczy narciarskich (Jón Kristjánsson, Gunnar Pétursson, Ivar Stefánsson, Ebeneser Þórarinsson) podczas igrzysk w Oslo w 1952 roku. Indywidualnie najlepszy wynik osiągnęła Steinunn Sæmundsdóttir, zajmując 16. miejsce w slalomie podczas igrzysk w Innsbrucku w 1976 roku. Miejsca w pierwszej dwudziestce zawodów olimpijskich, również w slalomie, zajęli ponadto Eysteinn Þórðarson (17. na igrzyskach w Squaw Valley w 1960 roku) oraz Ásta Halldórsdóttir (20. na igrzyskach w Lillehammer w 1994 roku).

### Występy w sezonie przedolimpijskim
W lutym 2009 roku w Val d’Isère rozegrane zostały alpejskie mistrzostwa świata. Wzięło w nich udział czterech islandzkich narciarzy: Stefán Jón Sigurgeirsson, Árni Þorvaldsson, Björgvin Björgvinsson i Gísli Rafn Guðmundsson. Islandczycy wystąpili wyłącznie w zawodach mężczyzn – w slalomie, slalomie gigancie, supergigancie i superkombinacji. Jedynymi sklasyfikowanymi zawodnikami byli Stefán Jón Sigurgeirsson i Árni Þorvaldsson, którzy w supergigancie zajęli odpowiednio 38. i 42. miejsce. W pozostałych konkurencjach alpejczycy startujący w islandzkich barwach nie zostali sklasyfikowani – nie ukończyli któregoś z przejazdów, nie wystartowali bądź zostali zdyskwalifikowani.

### Kwalifikacje olimpijskie
Okres kwalifikacyjny do igrzysk olimpijskich w Vancouver dla narciarzy alpejskich trwał od lipca 2008 do 25 stycznia 2010 roku. Kwalifikację olimpijską do zawodów w slalomie, slalomie gigancie i zjeździe uzyskali alpejczycy, którzy w tym okresie zdobyli przynajmniej 500 punktów do listy rankingowej publikowanej przez Międzynarodową Federację Narciarską. Z kolei, aby zakwalifikować się do supergiganta i superkombinacji należało zdobyć przynajmniej 120 punktów w tych konkurencjach. Drugim kryterium kwalifikacyjnym był występ w mistrzostwach świata w Val d’Isère w 2009 roku oraz zdobycie w okresie kwalifikacyjnym przynajmniej 140 punktów FIS.
Kryteria kwalifikacyjne spełniło czworo islandzkich narciarzy alpejskich – trzech mężczyzn i jedna kobieta. Íris Guðmundsdóttir zakwalifikowała się do slalomu i supergiganta, Björgvin Björgvinsson do slalomu i slalomu giganta, Árni Þorvaldsson do supergiganta, a Stefán Jón Sigurgeirsson do slalomu i supergiganta.

### Sponsorzy reprezentacji
Sponsorami reprezentacji olimpijskiej Islandii byli: 66°N, Hummel, Intersport, Ellingsen, Everest, Vodafone i Tæknivörur.

### Prawa transmisyjne
Prawa do transmisji zimowych igrzyskach olimpijskich w Vancouver miał islandzki publiczny nadawca radiowo-telewizyjny, będący członkiem Europejskiej Unii Nadawców, Ríkisútvarpið, który prowadził relacje z zawodów za pośrednictwem kanału telewizyjnego RÚV. Ponadto transmisje za pośrednictwem telewizji kablowej i satelitarnej oraz transmisje internetowe prowadziła stacja Eurosport.

## Skład delegacji olimpijskiej
Skład islandzkiej kadry olimpijskiej został oficjalnie zaprezentowany na początku lutego 2010 roku w Ambasadzie Kanady w Islandii. W obecności ambasadora Alana Bonesa oraz islandzkiej minister edukacji Katrín Jakobsdóttir, kadrę przedstawił Ólafur Rafnsson, prezes Narodowego Komitetu Olimpijskiego i Stowarzyszenia Sportu Islandii. W kadrze znaleźli się: Björgvin Björgvinsson, Íris Guðmundsdóttir, Stefán Jón Sigurgeirsson i Árni Þorvaldsson. Przedstawiona została również jedyna reprezentantka Islandii na igrzyska paraolimpijskie w Vancouver, Erna Fridriksdóttir.
Spośród piętnastu dyscyplin sportowych, które Międzynarodowy Komitet Olimpijski włączył do kalendarza igrzysk, Islandia wzięła udział w jednej – wszystkich reprezentantów wystawiła w narciarstwie alpejskim. Poniżej przedstawiono pełny skład islandzkiej kadry olimpijskiej na igrzyska w Vancouver wraz z miejscami osiągniętymi na poprzednich zimowych igrzyskach.
| Narciarstwo alpejskie (4) |                  |                     |                     |                     |                     |                     |        |
| Zawodnik                  | Data urodzenia   | Miejsca na ZIO 2006 | Miejsca na ZIO 2006 | Miejsca na ZIO 2006 | Miejsca na ZIO 2006 | Miejsca na ZIO 2006 | Źródło |
| Zawodnik                  | Data urodzenia   | zjazd               | supergigant         | slalom gigant       | slalom              | kombinacja          | Źródło |
| Björgvin Björgvinsson     | 11 stycznia 1980 | –                   | –                   | DNF1                | 22.                 | –                   | [ 21 ] |
| Íris Guðmundsdóttir       | 13 maja 1990     | –                   | –                   | –                   | –                   | –                   | [ 22 ] |
| Stefán Jón Sigurgeirsson  | 19 maja 1989     | –                   | –                   | –                   | –                   | –                   | [ 23 ] |
| Árni Þorvaldsson          | 5 lipca 1984     | –                   | –                   | –                   | –                   | –                   | [ 24 ] |

Poza czteroosobową kadrą olimpijską sportowców, w islandzkiej delegacji na igrzyska olimpijskie w Vancouver znaleźli się: Andri Stefánsson, Guðmundur Jakobsson, Mundína Ásdís Kristinsdóttir (fizjoterapeutka) oraz trenerzy Pavel Čebulj i Primož Skerbinek.

## Udział w ceremoniach otwarcia i zamknięcia igrzysk
Rolę chorążego reprezentacji Islandii podczas ceremonii otwarcia zimowych igrzysk olimpijskich w Vancouver, przeprowadzonej 12 lutego 2010 roku w hali BC Place Stadium, pełnił Björgvin Björgvinsson. Islandzka delegacja olimpijska weszła na stadion jako 36. w kolejności – pomiędzy ekipami z Węgier i Indii. Podczas ceremonii zamknięcia, zorganizowanej 28 lutego, flagę Islandii niósł Stefán Jón Sigurgeirsson.

## Wyniki

### Narciarstwo alpejskie

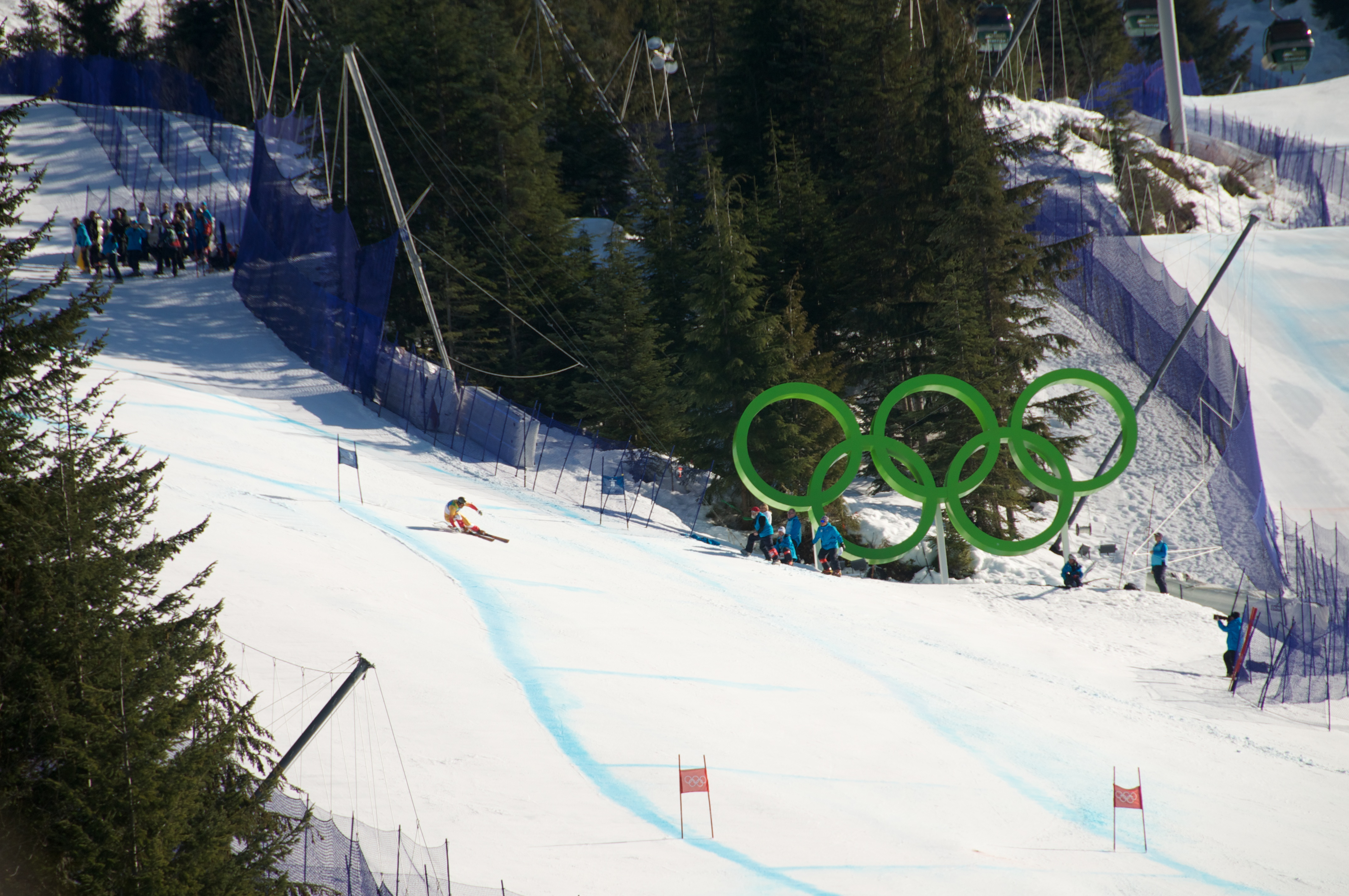
Whistler Creekside – arena zmagań narciarzy alpejskich podczas igrzysk olimpijskich w Vancouver

Rywalizacja olimpijska w narciarstwie alpejskim na igrzyskach w Vancouver odbyła się w dniach 15–27 lutego 2010 w Whistler Creekside. Islandzcy narciarze alpejscy wystartowali w pięciu konkurencjach alpejskich, przeprowadzonych między 19 a 27 lutego.
Pierwszą konkurencją na igrzyskach w Vancouver, w której wziął udział reprezentant Islandii, był supergigant mężczyzn, rozegrany 19 lutego. W rywalizacji uczestniczyli Stefán Jón Sigurgeirsson i Árni Þorvaldsson. Þorvaldsson nie ukończył konkurencji, a Sigurgeirsson zajął 45. miejsce – ostatnie wśród sklasyfikowanych zawodników. Uzyskał czas 1 min 39,12 s, czyli stracił 8,78 s do mistrza olimpijskiego, Norwega Aksela Lunda Svindala. Dzień później w supergigancie kobiet wystąpiła Íris Guðmundsdóttir, jednak nie ukończyła przejazdu i nie została sklasyfikowana.
23 lutego przeprowadzono rywalizację alpejczyków w slalomie gigancie. Jedyny reprezentant Islandii w tej konkurencji, Björgvin Björgvinsson zajął 43. miejsce w gronie 81 sklasyfikowanych zawodników. W pierwszym przejeździe uzyskał 42. czas, a w drugim 45. Łącznie osiągnął wynik 2 min 46,71 s, który był słabszy od rezultatu mistrza olimpijskiego Carla Janki o 8,88 s.
26 lutego rozegrane zostały zawody w slalomie kobiet, a dzień później w slalomie mężczyzn. W zmaganiach tych wzięli udział Íris Guðmundsdóttir, Björgvin Björgvinsson i Stefán Jón Sigurgeirsson. Żaden z nich nie został jednak sklasyfikowany – wszyscy zakończyli swój udział w zawodach na nieukończonym pierwszym przejeździe.
Ogółem najlepszym rezultatem islandzkich narciarzy alpejskich w Vancouver była zatem 43. pozycja Björgvinssona w slalomie gigancie. W efekcie, biorąc pod uwagę najlepszy rezultat wszystkich islandzkich sportowców w poszczególnych zimowych edycjach igrzysk, był to najsłabszy występ reprezentacji Islandii od 1968 roku, czyli od igrzysk w Grenoble. Wówczas najlepszym wynikiem było 67. miejsce Reynira Brynjólfssona w slalomie gigancie.
| Konkurencja            | Zawodnik                 | Zjazd 1 | Zjazd 1 | Zjazd 2 | Zjazd 2 | Łącznie | Łącznie |
| Konkurencja            | Zawodnik                 | Czas    | Miejsce | Czas    | Miejsce | Czas    | Miejsce |
| ---------------------- | ------------------------ | ------- | ------- | ------- | ------- | ------- | ------- |
| Slalom kobiet          | Íris Guðmundsdóttir      | DNF     | DNF     | NQ      | NQ      | DNF     | DNF1    |
| Supergigant kobiet     | Íris Guðmundsdóttir      | —       | —       | —       | —       | DNF     | DNF     |
| Slalom mężczyzn        | Björgvin Björgvinsson    | DNF     | DNF     | NQ      | NQ      | DNF     | DNF1    |
| Slalom mężczyzn        | Stefán Jón Sigurgeirsson | DNF     | DNF     | NQ      | NQ      | DNF     | DNF1    |
| Slalom gigant mężczyzn | Björgvin Björgvinsson    | 1:21,44 | 42.     | 1:25,27 | 45.     | 2:46,71 | 43.     |
| Supergigant mężczyzn   | Stefán Jón Sigurgeirsson | —       | —       | —       | —       | 1:39,12 | 45.     |
| Supergigant mężczyzn   | Árni Þorvaldsson         | —       | —       | —       | —       | DNF     | DNF     |

## Po igrzyskach
Pomimo niesatysfakcjonujących rezultatów osiągniętych na igrzyskach w Vancouver, w grudniu 2010 roku Íris Guðmundsdóttir i Björgvin Björgvinsson zostali wybrani przez Islandzki Związek Narciarski najlepszymi islandzkimi narciarzami w roku olimpijskim.